# Cleidogona mandeli
Cleidogona mandeli är en mångfotingart som beskrevs av Chamberlin 1952. Cleidogona mandeli ingår i släktet Cleidogona och familjen Cleidogonidae. Inga underarter finns listade i Catalogue of Life.